# Relaciones España-Papúa Nueva Guinea
Las Relaciones España-Papúa Nueva Guinea son las relaciones internacionales entre Papúa Nueva Guinea y el Reino de España. España y Papúa Nueva Guinea establecieron relaciones diplomáticas por primera vez el 28 de agosto de 1978 La representación española se estableció entonces según el régimen de acreditación múltiple y tenía su sede en Canberra (Australia). Por el momento, el Gobierno de Papúa-Nueva Guinea encargó, interinamente, a su alta comisaría en Canberra, sus asuntos con España y para su acreditación en Madrid. España establece relaciones diplomáticas con Papúa a través de la embajada de Canberra y el consulado de Sídney.

## Relación histórica
Apenas hay datos de Papúa hasta que los europeos arribaron a estas islas en el siglo XIX. Estas tierras recibieron su nombre en este siglo: Papúa proviene de una palabra malaya que describe el rizado pelo propio de los melanesios, Nueva Guinea fue el nombre que un descubridor español, Yñigo Ortiz de Retez, otorgó en virtud del recuerdo que le produjo de la población guineana en África.

## Relaciones diplomáticas
España y Papúa Nueva Guinea establecieron relaciones diplomáticas el 28 de agosto de 1978. No existen embajadas residentes en las respectivas capitales, que se rigen por un régimen de acreditación múltiple, desde Canberra y Bruselas respectivamente. Papúa nueva Guinea se halla bajo la jurisdicción consular del Consulado General de España en Sídney. A pesar de los antiguos lazos históricos – en 1545 el navegante español Iñigo Ortiz de Retez exploró el territorio, denominando a la isla “Nueva Guinea”, por el parecido de aquella con las costas africanas de Guinea –, la lejanía geográfica explica el tradicional bajo nivel de relaciones bilaterales.

## Cooperación
Las interacciones comerciales entre PNG y España se enmarcan dentro de las directrices generales de los Acuerdos de Asociación Económica (EPA) comunitarios entre la Unión Europea y la región África-Caribe -Pacífico (ACP).
En diciembre de 2009, se firmó el Acuerdo Interino de Asociación Económica UE-Papúa Nueva Guinea, que implica compromisos por parte de este país sobre
exportaciones libres de aranceles y cuotas; apertura gradual y simétrica de su mercado a los productos comunitarios, desde un catorce por ciento inicial hasta un ochenta y ocho por ciento en quince años, excluidos la carne, pescado, frutas, vegetales, alcohol, tubos y hierro. Además, el Acuerdo exige el cumplimiento de la normativa comunitaria sobre barreras técnicas al comercio y medidas sanitarias y fitosanitarias. Por su parte, la Unión Europea ofrece una cooperación aduanera y mejores reglas de origen para productos pesqueros de Papúa Nueva Guinea y este país se reserva el derecho de aplicar las necesarias medidas de salvaguardia si la situación lo aconseja.
La Estrategia 2008-2013 de la UE respecto a Papúa Nueva Guinea marca el énfasis en la reducción de la pobreza y el desarrollo humano, rural y medioambiental, con un presupuesto total de 142,3 millones de euros. Las actividades programadas incluyen el apoyo a los planes de desarrollo degionales, inversiones en infraestructuras y comunicaciones e introducción de actividades generadoras de renta, mejora de la educación básica y gestión responsable de los recursos naturales.